# Acineta
Acineta es un género pequeño con unas 21 especies de orquídeas de la subfamilia Epidendroideae. Se distribuye por México y la costa oeste de Suramérica en Perú y Venezuela.

## Descripción
Este género requiere luminosidad moderada, noches templadas y humedad constante en sus raíces. 
Las hojas largas y plegadas tienen los nervaduras en paralelo y recuerdan las de Peristeria Hook. y Lycaste Lindl., mientras que la estructura de las flores guarda una semejanza más próxima a Stanhopea Frost ex Hook..
Estas especies producen una inflorescencia en racimo pendiente de muchas flores perfumadas con forma de taza y de color amarillo-pálido a rojo-marrón. Los lóbulos laterales del labelo (labio) se juntan en un callo central. La parte central del hipoquilo es al menos tan largo como los lóbulos laterales. La columna es pubescente. La columna de estas orquídeas llevan dos polinia, excepto en Acineta dalessandroi que lleva cuatro (haciendo dudosa su clasificación en este género ).
Estas orquídeas son polinizadas por abejas macho de los géneros
Eulaema o Eufriesia.
Generalmente se cultivan en canastas colgantes para se desarrollen las inflorencencias. Se cultivan mejor con musgo en las macetas.

## Hábitat
Las especies  son normalmente epífitas y a veces litófitas. Se desarrolla en bosques de montaña a altitudes por encima de 2000 m s. n. m. . En la naturaleza se encuentran debajo del dosel forestal en la humedad de la parte baja, protegidas de la luz solar directa. Sin embargo, algunas especies viven en tierra o son litófitas (crecen sobre piedra).

## Taxonomía
El género fue descrito por John Lindley y publicado en Edwards's Botanical Register 29: Misc. 67. 1843.
Etimología
Acineta: nombre genérico que procede del griego "akinetos" = 'inmóvil' en referencia a su rígido labelo (labio). La primera descripción de este género fue hecho por Humboldt, Amadeo Bonpland y Kunth en 1816.

## Especies
- Acineta alticola C.Schweinf.
- Acineta antioquiae Schltr.
- Acineta barkeri Lindl.
- Acineta beyrodtiana Schltr.
- Acineta chrysantha Lindl. & Paxton
- Acineta confusa Schltr.
- Acineta cryptodonta Rchb.f.
- Acineta dalessandroi Dodson
- Acineta densa Lindl. & Paxton
- Acineta erythroxantha Rchb.f.
- Acineta hagsateri Salazar & Soto Arenas
- Acineta hrubyana Rchb.f.
- Acineta mireyae G.Gerlach & M.H.Weber
- Acineta sella-turcica Rchb.f.
- Acineta sulcata Rchb.f.
- Acineta superba Rchb.f.

## Híbridos intergenéricos
Acinbreea hort.Acineta × Embreea
Aciopea Gav.-CorreaAcineta × Stanhopea